# 11322 Aquamarine
11322 Aquamarine eller 1995 QT är en asteroid i huvudbältet som upptäcktes den 23 augusti 1995 av den japanske astronomen Hiroshi Abe i Yatsuka. Den är uppkallad efter den japanska gruppen Aquamarine.
Asteroiden har en diameter på ungefär 4 kilometer.